# Giuseppe Doveri
Giuseppe Doveri (Siena, 14 luglio 1792 – Livorno, 13 febbraio 1857) è stato un matematico e filantropo italiano.

## Biografia
Giuseppe Doveri nacque a Siena, da Ranieri Doveri e Martina Scali. 
Nel 1813 venne eletto, dal Gran Maestro dell'Università Imperiale di Parigi, Reggente della Cattedra di matematiche e nautica nel Collegio di Livorno. Successivamente, sul finire del 1814, dal Granduca Ferdinando III, venne confermato Professore nella Cattedra dello stesso nome, istituita a far parte delle scuole pubbliche di quella città. Fu maestro del matematico Enrico Betti.
Morì a Livorno il 13 febbraio 1857.